# Porto di Talamone
Il porto di Talamone è il porto dell'omonima frazione del comune di Orbetello.

## Storia
Il porto di Talamone fu un importante scalo per gli Etruschi, essendo lo sbocco naturale al mare per le vicine necropoli situate nell'entroterra dei territori comunali di Orbetello e Magliano in Toscana. Anche in epoca romana, l'approdo rivestiva un ruolo strategico per i numerosi insediamenti sparsi presenti nelle vicinanze.
Durante il Medioevo il porto venne fortificato per poterlo proteggere da eventuali incursioni.
Tuttavia, l'evento storico che ha reso celebre il porto di Talamone è stato sicuramente lo sbarco di Giuseppe Garibaldi (6 marzo 1860), che attendeva l'arrivo di numerosi volontari per il successivo imbarco per la spedizione dei Mille (8 marzo 1860).
Nel corso del Novecento il porto conobbe periodi di decadenza durante i conflitti mondiali, ma dal dopoguerra in poi le opere di riqualificazione e ampliamento lo hanno fatto diventare un moderno e attrezzato approdo turistico.

## Contesto geografico
Il porto di Talamone sorge all'estremità occidentale dell'omonimo golfo, in prossimità sia dell'abitato moderno che del promontorio sul quale sorge l'antico centro storico.
L'estremità meridionale del porto è chiusa da un molo frangiflutti dotato di faro segnalatore; un altro faro si trova in prossimità dell'area portuale, a segnalare la protuberanza meridionale del promontorio di Talamone.

## Caratteristiche
Il porto, segnalato da un efficiente sistema di fari, è costituito da una serie di ormeggi situati lungo una serie di moli e banchine. Vi sono almeno 0 posti barca per natanti in transito ed un'agenzia che organizza con le proprie imbarcazioni pesca-turismo in minicrociera. I fondali variano da una profondità di 2 metri presso le banchine, ad una di 5 metri nel bacino.
Tra i servizi presenti nell'area portuale vi sono i distributori di carburante, lo scalo d'alaggio, il travel lift, lo scivolo e l'assistenza agli scafi.
L'ingresso e l'uscita possono risultare difficoltosi in caso di forti venti del secondo e terzo quadrante (scirocco, ostro, libeccio).